# Шайдэгг
Шайдэгг (нем. Scheidegg) — коммуна в Германии, в земле Бавария. 
Подчиняется административному округу Швабия. Входит в состав района Линдау-Бодензее.  Население составляет 4255 человек (на 31 декабря 2010 года). Занимает площадь 27,40 км².